# X.P.T.O.
XPTO ou X.P.T.O. (pron. "xis pê tê ó"), simpl. de Xρ.τo, é uma abreviatura da palavra grega "Χριστός" ("Christós" = Cristo), composta das letras "X" (qui), "ρ" (ró), "τ" (tau) e "o" (ómicron), seleccionadas e, por vezes, capitalizadas para formar a abreviatura. 
Não sendo usada em contexto denotativo — i.e. no estudo de monumentos, moedas, documentos e quaisquer outros suportes desta sigla, tanto como elemento decorativo como em inscrição, onde se refere por extenso e em português ("Cristo") —, esta sigla popularizou-se e ganhou dois significados na língua portuguesa:
- Acepção jocosa que se traduz, em contexto irónico, por "sofisticado" ou "de alta qualidade", quase sempre reforçado com adjectivos ou advérbios: «Compraste logo o computador mais X.P.T.O.», «Um carro todo X.P.T.O.» (significado mais frequente em Portugal.);
- Forma de indicar "qualquer" quando é necessário utilizar um nome próprio genérico, de forma semelhante a "Acme" ou "foo" em inglês. No Brasil, apenas este segundo significado é usado, ocasionalmente para dar um tom jocoso ao contexto de uso.